# Unteriberg
Unteriberg est une commune suisse du canton de Schwytz, située dans le district de Schwytz.

## Géographie
Selon l'Office fédéral de la statistique, Unteriberg mesure 46,56 km2. 

## Démographie
Selon l'Office fédéral de la statistique, Unteriberg compte 2 432 habitants fin 2022. Sa densité de population atteint 52 hab./km2.
Le graphique suivant résume l'évolution de la population d'Unteriberg entre 1850 et 2008 :

## Personnalités connues
- Wendy Holdener, ski alpin